# Коллар, Катрин
Катри́н Колла́р (фр. Catherine Collard; 11 августа 1947 — 10 октября 1993) — французская пианистка.
Училась в Парижской консерватории у Ивонны Лефебюр и Жермены Мунье. Обладательница нескольких престижных национальных музыкальных премий (в частности, имени Дебюсси и имени Мессиана). Была известна как интерпретатор широкого круга авторов, от Гайдна до Дебюсси, Прокофьева и Мессиана («Пробуждение птиц» последнего исполняла во время гастролей в Москве, в 1971 году). Особо отмечалось ценителями многолетнее сотрудничество Катрин Коллар с Анн Кеффелек в исполнении произведений для двух фортепиано. Умирая от рака, Коллар простилась с публикой последним концертом в июле 1993 г. в Экс-ан-Провансе. Посмертно (1994) удостоена премии «Виктуар де ля мюзик» как лучший музыкант-инструменталист года.